# Майдана, Хонатан
Хонатан Рамон Майдана (исп. Jonathan Ramón Maidana; род. 29 июля 1985, Адроге, Аргентина) — аргентинский футболист, защитник клуба «Ривер Плейт». Всю карьеру провёл в аргентинских клубах, за исключением двух сезонов выступлений за харьковский «Металлист» и одного сезона за мексиканскую «Толуку». Один из игроков, которые выступали в составе двух антагонистов аргентинского футбола — как за «Боку Хуниорс», так и за «Ривер Плейт».

## Биография
Майдана — воспитанник клуба «Лос-Андес», в основном составе которого дебютировал в конце сезона 2003/04 Примеры B Насьональ. В 2005 году был приобретён «Бокой Хуниорс». Дебютировал в составе «генуэзцев» в январе 2006 года в рамках традиционного Летнего турнира. С «Бокой» Майдана выиграл пять трофеев — два чемпионата Аргентины, две Рекопы Южной Америки и Кубок Либертадорес 2007 года.
В 2008—2010 годах выступал на Украине за харьковский «Металлист». В украинской Премьер-лиге дебютировал 21 сентября 2008 года в гостевом матче против львовских «Карпат», в котором харьковчане одержали победу со счётом 2:0.
В 2010 году вернулся на родину, где непродолжительное время играл за «Банфилд». С того же года постоянно выступает за «Ривер Плейт». Не покинул команду даже после вылета в Примеру B Насьональ, случившегося в первый раз в истории клуба в 2011 году. Помог «Риверу» вернуться в Примеру, а впоследствии выиграть ряд титулов — как на внутренней, так и на международной арене. В частности, Майдана помог «миллионерам» выиграть два чемпионата и два кубка страны, завоевать Южноамериканский кубок, два Кубка Либертадорес и две Рекопы.

## Достижения
«Ривер Плейт»
- Чемпион Аргентины (2): 2014 (Финаль), 2013/14 (Суперчемпионат)
- Чемпион Аргентины во Втором дивизионе: 2011/12
- Обладатель Кубка Аргентины (2): 2015/16, 2016/17
- Обладатель Кубка Либертадорес (2): 2015, 2018
- Обладатель Южноамериканского кубка: 2014
- Обладатель Рекопы Южной Америки (2): 2015, 2016
- Обладатель Кубка банка Суруга: 2015

«Бока Хуниорс»
- Чемпион Аргентины (2): 2006 (Клаусура), 2008 (Апертура)
- Обладатель Рекопы Южной Америки (2): 2006, 2008
- Обладатель Кубка Либертадорес: 2007